# B-kompleks
Nutricionistički pioniri (v. Nutricionizam) tijekom dvadesetih i tridesetih godina 20. stoljeća su otkrivali veze između različitih vidova zdravlja i nekih kemijskih tvari u namirnicama. Nerijetko su se u svojim istraživanjima morali vraćati par koraka unazad. U trenutku otkrića navodnog prehrambenog ključa za neki važni tjelesni proces vratili su se istoj namirnici i u njoj pronašli posve drukčiju tvar, uključenu u isti ili sličan proces. Na kraju su shvatili da rade sa skupinom srodnih tvari, te tvari danas poznamo kao vitamine B-kompleksa. 
- Svaki član obitelji B-kompleksa ima posebna terapijska svojstva, svima su zajednička dva:
  - Odgovorni su za stvaranje energije izdvajanjem goriva iz ugljikohidrata, bjelančevina i masnoće u hrani.
  - U prirodi ih nalazimo zajedno.

Nedostatak jednog ili više njih na neki način ometa čovjekov energijski metabolizam i, naposljetku, tako utječe i na zdravlje. Ta pretpostavka je, valja znati, istinita, a ujedno mnogo govori o tome zašto prerada i obrada namirnica narušava njihovu krhku prehrambenu ravnotežu i potiče nastanak većine degenerativnih pojava.
Vitamini B-kompleksa su:
- Vitamin B1 (Tiamin)
- Vitamin B2 (Riboflavin) - vitamin G
- Vitamin B3 (Niacin) - vitamin P
- Vitamin B4 (Adenin)
- Vitamin B5 (Pantotenska kiselina)
- Vitamin B6 (Piridoksin)
- Vitamin B7 (Biotin) - vitamin H
- Vitamin B9 (Folna kiselina) - vitamin M
- Vitamin B12 (Cijanokobalamin)
- Vitamin B15
- Vitamin B17 (laetril)